# Ми-2
Ми-2 (по классификации НАТО: Hoplite — «Гоплит») — советский многоцелевой вертолёт, разработанный ОКБ М. Л. Миля в начале 1960-х годов. В 1965 году было развёрнуто серийное производство в Польше. Широко применяется для выполнения множества гражданских и военных задач. До окончания производства в 1992 году построено свыше 5400 единиц.

## История
В конце 1950-х годов в вооружённых силах и народном хозяйстве СССР широкое распространение получил небольшой, лёгкий вертолёт Ми-1. Он был оснащён поршневым двигателем АИ-26В, что уже не соответствовало требованиям того периода. Появились проекты усовершенствования вертолёта Ми-1 (в том числе с одним газотурбинным двигателем), однако они не получили одобрения. Во время проектных работ у работников ОКБ‑329, руководил которым Михаил Леонтьевич Миль, родилась идея использования на новом вертолёте силовой установки, которая состояла бы из двух газотурбинных двигателей. Это бы значительно повысило надёжность и безопасность во время полёта. Этот проект позднее стал известен как В-2.
Изначально основную инициативу в работе над В-2 проявляли руководители гражданской авиации, но позже созданием нового лёгкого вертолёта заинтересовались и военные. В результате 30 мая 1960 года конструкторскому бюро Миля было поручено создание вертолёта в сельскохозяйственной, пассажирской, транспортной, санитарной и учебной модификациях. Создание нового вертолёта курировал заместитель главного конструктора В. А. Кузнецов. Главным конструктором стал А. Х. Серман (позднее его заменил А. А. Бритвин), ведущим инженером по лётным испытаниям был назначен В. В. Макаров. При создании и доводке В-2 работники ОКБ Миля старались как можно чаще применять детали и агрегаты Ми-1, в частности несущий винт, узлы главного редуктора, трансмиссию и т. п.
Работы по проектированию силовой установки для В-2 были поручены ленинградскому ОКБ-117 во главе с С. П. Изотовым. Для него разработка столь малых газотурбинных двигателей была совершенно непривычной. ОКБ создало двигатель ГТД-350 мощностью 400 л. с. По своим характеристикам ГТД-350 сильно уступал иностранным двигателям, однако его создание дало возможность ОКБ Миля как можно быстрее спроектировать новый лёгкий вертолёт второго поколения, равный по габаритам Ми-1, однако имевший бо́льшую пассажировместимость (8 человек вместо 3) и в большой степени превосходящий его по лётно-техническим параметрам. В январе 1961 года госкомиссия одобрила макет В-2, и в конце лета этого же года завод № 329 завершил работы по созданию первого опытного экземпляра.

### Испытания
7 октября 1961 года лётчик-испытатель Г. В. Алфёров совершил на В-2 первое зависание у земли и 15-минутный полёт на небольшой скорости. Уже в следующем месяце вертолёт поступил для прохождений государственных испытаний.
В декабре того же года лётчик-испытатель Анопов Б. А. провёл тестовый полёт на втором опытном образце В-2, а в начале 1962 года этот вертолёт был отправлен уже для проведения государственных испытаний. Во время лётных испытаний 14 мая 1963 года лётчиком-испытателем Б. А. Аноповым и инженером-испытателем НИИ ГВФ Л. Бабаджановым на втором прототипе был установлен рекорд скорости среди вертолётов этого класса (253,818 км/ч на расстоянии 100 км). Для рекордного полёта специальное оборудование было снято для того, чтобы снизить лобовое сопротивление, колёса главных стоек шасси были заменены роликами, а носовые колёса — лыжами. Позже, в 1965 году лётчицей Т. В. Русиян на той же авиационной технике был поставлен новый рекорд — 269,38 км/ч.
В сентябре 1962 года первый опытный экземпляр был представлен членам советского правительства и представителям Польской Народной Республики. После демонстрации было решено начать серийный выпуск Ми-2 в Польше, силами концерна PZL (пол. Państwowe Zakłady Lotnicze, Государственные авиазаводы). В отличие от другой советской авиатехники, на производство которой Польшей была получена лицензия (Ан-2, МиГ-15бис, МиГ-17Ф/ПФ), данная модель вертолёта ещё не производилась в СССР.

### Массовое производство
Переговоры представителей авиапромышленности обоих государств по вопросу серийного изготовления вертолёта Ми-2 были начаты в 1963 году. В начале 1964 года был заключён договор о передаче Польше лицензии на постройку новых вертолётов и двигателей к ним. По данному договору Советский Союз обеспечивал гарантию на закупку в Польше достаточного количества данной авиатехники, а также двигателей и запасных частей к ним.
Заводам в Свиднике и Жешуве пришлось в сжатые сроки освоить новые технологии производства. Советский Союз оказывал содействие в организации изготовления поставками оборудования и запчастей. Для работы в Польшу были отправлены советские конструкторы и специалисты.
26 августа 1965 года в Свиднике был поднят в воздух первый серийный Ми-2, изготовленный из советских деталей. Первый полёт Ми-2, полностью построенного в Польше, состоялся 4 ноября 1965 года; вертолётом управлял экипаж в составе лётчиков В. Мерцика, К. Московича и X. Яровского.
Первые вертолёты были переданы в СССР для тестовых полётов. Внешний вид серийных Ми-2 имел отличия от внешнего вида второго доработанного прототипа (В-2): на них отсутствовала килевая поверхность на хвостовой балке и форма отверстий в передней части «кабана» под воздухозаборником маслорадиатора отличалась (они были не овальными, а прямоугольными). Помимо этого было изменено расположение антенн радиостанции и проблескового маяка.
Уже в следующем году серийное изготовление Ми-2 было начато при полных производственных мощностях. Первый серийный вертолёт был возвращён ВВС Польши 29 декабря 1966 года после четырёхмесячных заводских тестов. Этот экземпляр не сохранился.
За помощь при изготовлении Ми-2 работники Московского вертолётного завода получили польские государственные награды, а Генеральный конструктор М. Л. Миль и Н. С. Отделенцев, внёсший значительный вклад во внедрение Ми-2 в производство — командорские кресты ордена Возрождения Польши.
Массовое производство вертолётов Ми-2 завершилось в 1992 году, к тому моменту было построено свыше 5400 единиц.

### Ми-2 в Ле-Бурже
В 1967 году состоялась международная премьера, причём представлял новый вертолёт не Советский Союз, а Польша. Серийный Ми-2П польского изготовления (регистрация SP-PSC, зав. № 530322047) был показан на 27-й Международной авиакосмической выставке в Ле-Бурже под номером Н-152.1. В связи с этим Комитет НАТО по согласованию авиационных стандартов (ASCC) дал Ми-2 кодовое название «Хоплайт» (Hoplite — гоплит). В Польше Ми-2 дали название «Marabut» (марабу), однако оно не получило распространения.

### Экспортные поставки
В 1965 году Ми-2 начал поставляться на экспорт, в основном в СССР и другие страны социалистического содружества. Кроме Советского Союза, Ми-2 закупали Бирма, Болгария, Венгрия, ГДР, Египет, Ирак, КНДР, Куба, Лесото, Ливия, Никарагуа, Румыния, Сирия, Чехословакия и Югославия. В 1978 году один Ми-2 в сельскохозяйственном варианте оказался даже в США, получив регистрационный номер N51946.
Позже благодаря реэкспорту Ми-2 появились и в других государствах — Джибути, Турции, Венесуэле и других.

## Конструкция

### Фюзеляж
Фюзеляж Ми-2 имеет полумонококовую цельнометаллическую конструкцию, состоит из трёх частей: носовая, где расположена кабина экипажа, центральная — с пассажирским салоном, и хвостовая, в которую входят хвостовая балка с управляемым стабилизатором.

### Силовая установка
Силовая установка находится в большой надстройке над фюзеляжем вертолёта — так называемом «кабане» (от фр. cabane — шалаш). Спереди трёхступенчатого главного редуктора находятся два двигателя ГТД-350, а сверху — вентилятор, охлаждающий маслорадиаторы двигателей и главного редуктора, а также агрегаты на главном редукторе.

### Топливная система
Топливная система вертолёта включает в себя один топливный бак ёмкостью 600 литров, находящийся под полом кабины, также предусматривается установка двух дополнительных баков по бокам фюзеляжа, ёмкостью по 238 литров. Маслосистема двигателей раздельная, включает в себя 2 маслобака ёмкостью 12,5 литров каждый и воздушно-масляные радиаторы с вентилятором для их охлаждения.

### Несущая система
Несущая система включает в себя трёхлопастный несущий винт с прямоугольными лопастями и двухлопастный рулевой хвостовой винт. На несущем винте установлены гидравлические демпферы. Управление общим и циклическим шагом несущего винта осуществляется при помощи гидроусилителей. В случае отказа гидросистемы пилот может применять ручное управление.

### Кабина экипажа
Кабина экипажа одно-двухместная, чаще всего, лётчик сидит на сиденье слева, в учебно-тренировочной модификации лётчик и курсант сидят рядом, в таком случае управление вертолёта сдвоено.

### Салон
Места пилота и пассажира размещаются в передней части фюзеляжа, там же расположены аккумуляторы и различное оборудование. Позади находится грузопассажирская кабина с дверью по левому борту. Она имеет размеры 2,27×1,2×1,4 м и оборудована системой вентиляции, работающей как в режиме обогрева салона тёплым воздухом от двигателей, так и в режиме охлаждения забортным воздухом. К полу кабины крепится контейнер топливного бака, одновременно служащий точкой крепления для двух трёхместных диванов. Для ещё одного (восьмого) пассажира к задней стенке корпуса крепится откидное сиденье. При перевозке грузов пассажирские сиденья могут быть убраны. В санитарной модели в салоне могут быть установлены до четырёх носилок, а также имеется место для сопровождающего медработника.

### Лётное оборудование
Пилотажно-навигационное оборудование на вертолёте Ми-2 стандартное и включает в себя радиокомпас, гирокомпас, радиовысотомер РВ-2, КВ и УКВ-радиостанции. На военные варианты в носовую часть монтируется радиолокатор.

### Дополнительное оборудование
По обеим сторонам фюзеляжа могут устанавливаться два дополнительных цилиндрических топливных бака. Вертолёт оборудован грузовой стрелой-лебёдкой и системой внешней подвески грузоподъёмностью до 800 кг. На хвостовой балке находится управляемый стабилизатор; угол его поворота изменяется автоматически в соответствии с изменением шага лопастей несущего винта.
На сельскохозяйственном варианте установлена система распыления жидких химикатов, в неё входят: баки по бокам фюзеляжа, общей ёмкостью 1000 л, и штанга опрыскивателя длиной 14 м, со 128 соплами, которые обеспечивают разбрызгивание химикатов на площади шириной 40—45 м, либо распыление сухих химикатов общей массой 750 кг, которые содержатся в двух контейнерах с распылителями.
На поисково-спасательной модификации имеется электрическая лебёдка грузоподъёмностью 120 кг, а на транспортном варианте — крюк для внешней подвески грузов массой до 800 кг. На варианте, предназначенном для контроля окружающей среды, имеется тепловизионная аппаратура фирмы «АСА».

### Шасси
Трёхопорное неубирающееся шасси состоит из двух пирамидальных главных опор и двухколёсной передней опоры с рычажной подвеской. На стойках шасси установлены однокамерные жидкостно-газовые амортизаторы. Зимой может устанавливаться лыжное или колёсно-лыжное шасси. Шасси позволяет осуществлять руление, а также совершать взлёт и посадку по типу посадки самолёта.

### Электрооборудование
Источники постоянного тока: два аккумулятора по 24 В и два стартёр-генератора СТГ-3 по 3 кВт, 27 В. Источники переменного тока: генератор на 16 кВА, 208 В, 400 Гц, приводящийся от главного редуктора. Сети переменного тока 36 В и 115 В в штатном режиме питаются от преобразователей, которые питаются от сети постоянного тока. В аварийном режиме — от генератора переменного тока через трансформатор. Самый мощный потребитель — противообледенительная система — питается от генератора переменного тока.

### Вооружение
Военные варианты, предназначенные для боевых операций, могут быть оснащены:
- пушкой НС-23 и 6 пулемётами;
- пушкой НС-23 и 2×16 НАР С-5;
- пушкой НС-23, 2 пулемётами и 4 противотанковыми управляемыми ракетами «Малютка»;
- пушкой НС-23, 2 пулемётами и 4 самонаводящимися зенитными ракетами «Стрела-2М»[1].

## Лётно-технические характеристики
Источник данных: .

Технические характеристики
- Экипаж: 1 чел.
- Пассажировместимость: 10 чел.
- Грузоподъёмность: 800 кг
- Длина: 11,94 м
- Диаметр несущего винта: 14,50 м
- Высота: 3,75 м
- Площадь, ометаемая несущим винтом: 165 м²
- Масса пустого: 2350 кг
- Масса снаряжённого: 2405 кг
- Нормальная взлётная масса: 3550 кг
- Максимальная взлётная масса: 3700 кг
- Масса топлива во внутренних баках: 465 кг
- Силовая установка: 2 × ГТД ГТД-350
- Мощность двигателей: 2 × 400 лс (2 × 298 квт)

Лётные характеристики
- Максимальная скорость: 210 км/ч
- Крейсерская скорость: 190 км/ч
- Практическая дальность: 360 км
- Перегоночная дальность: 620 км
- Практический потолок: 4000 м
- Статический потолок: 2000 м
- Скороподъёмность: 270 м/мин

## Ми-2 в сравнении с другими многоцелевыми вертолётами
| Название    | Диаметр несущего винта | Длина фюзеляжа | Макс. взлётная масса | Мощность  | Экипаж + пассажиры | Крейсерская скорость | Макс. скорость | Дальность полёта | Практический потолок | Разработчик     | Первый полёт |
| ----------- | ---------------------- | -------------- | -------------------- | --------- | ------------------ | -------------------- | -------------- | ---------------- | -------------------- | --------------- | ------------ |
| Ка-18       | 10,0 м                 | 10,0 м         | 1502 кг              | 1×200 кВт | 1 + 3              | 130 км/ч             | 160 км/ч       | 450 км           | 3500 м               | ОКБ Камова      | 1956 год     |
| Bell UH-1D  | 14,63 м                | 17,4 м         | 4310 кг              | 1×820 кВт | 1 + 8              | 205 км/ч             | 220 км/ч       | 510 км           | 5910 м               | Bell Helicopter | 1956 год     |
| Ми-2        | 14,50 м                | 11,40 м        | 3659 кг              | 2×298 кВт | 1 + 10             | 194 км/ч             | 210 км/ч       | 580 км           | 4000 м               | ОКБ М. Л. Миля  | 1961 год     |
| Bell 206B-3 | 10,16 м                | 12,11 м        | 1451 кг              | 1×310 кВт | 1 + 4              | ~200 км/ч            | 224 км/ч       | 700 км           | 4115 м               | Bell Helicopter | 1963 год     |

## Эксплуатация
На настоящий момент сотни вертолётов Ми-2 находятся в постоянной эксплуатации более чем в двух десятках стран. Вертолёты успешно применялись как в гражданских, так и в военных целях и долгие годы составляли основу лёгкой винтокрылой авиации в «Аэрофлоте» и Вооружённых Силах СССР и РФ.
В «Аэрофлоте» Ми-2 стали получать регистрационные номера в сериях 14, 15, 20 и 23 (например, СССР-14089, −15207, −20320 и −23309), но были и вертолёты с номерами в серии 81500. В связи с распадом СССР и значительным ограничением вооружений Ми-2, находящиеся в ВВС, стали переводить в гражданскую авиацию и к частным владельцам. После 1973 года изначальные красно-бело-серая и зелёно-белая цветовые раскраски были заменены на сине-бело-серую по новому единому стандарту «Аэрофлота». Ми-2, летавшие на Крайнем Севере и Дальнем Востоке, были покрашены в оранжево-синий цвет для большей заметности на фоне снега и льда в случае вынужденной посадки.
Ми-2 может применяться как в сельскохозяйственных целях (для опрыскивания и опыления лесных и сельскохозяйственных угодий), так и для грузопассажирских перевозок. Существуют также поисково-спасательный и полярный варианты — на них установлено радиотехническое и навигационное оборудование для работы в сложных метеоусловиях. Специально для спецслужб создан патрульный вариант, он используется для облёта границ и оснащён громкоговорителем.
В морской авиации Ми-2 применялся на ледоколах для разведки ледовой обстановки, а также для связи между кораблями.
Кроме того, на базе Ми-2 существуют вертолёты огневой поддержки и вертолёты палубного базирования.
Благодаря перепродажам Ми-2 оказались в различных странах, таким образом, он стал применяться в Алжире, Джибути, Турции, Венесуэле и т. д. Самой массовой модификацией была грузопассажирская, но использовались и другие. В 1974 году Чехословакия приобрела Ми-2 со специальным оборудованием для контроля дорожного движения. В Болгарии Ми-2, оснащённые радиолокационным оборудованием, применялись для контроля за загрязнением акватории Чёрного моря. Также широкое распространение получил сельскохозяйственный вариант, он использовался в СССР, Польше, Венгрии, ГДР, Ираке, Иране, Югославии и Ливане.
Ми-2 также применялся и в качестве боевого вертолёта, например во время арабо-израильской войны 1973 года, ограниченно применялся в войне в Афганистане, вооружённом конфликте Перу с Эквадором (1995 г.), вооружёнными силами Джибути против сепаратистов, против наркомафии в Перу, Мексике, Мьянме, против морских пиратов в Индонезии. В 1986 году некоторое число Ми-2 применяли во время ликвидации последствий катастрофы на Чернобыльской АЭС.
Помимо этого, начиная с 1978 года, Ми-2 принимает участие на чемпионатах мира по вертолётному спорту, включая чемпионат 2005 года, прошедший во Франции.
В 2006 году 12 вертолётов Ми-2 были доставлены в Ирак, для нужд сельского хозяйства (распыления пестицидов над полями). За две недели эти вертолёты смогли распылить пестициды на площади свыше 28 000 га.
В качестве экспонатов вертолёты Ми-2 различных вариантов находятся в музеях в Торжке, Москве, Монино, Ульяновске, Минеральных Водах, Киеве, Котбусе и др. Как памятники, Ми-2 установлены в Кургане, Санкт-Петербурге, Воркуте, Москве, Лобне, Новосибирске, Якутске, Нижневартовске, Тольятти (пионерлагерь «Звёздочка»), в г. Бузулуке (Оренбургская обл.) на аэродроме ДОСААФ, а также в г. Алматы, Республика Казахстан на аэродроме "Байсерке"

## Модификации
| Название модели | Краткие характеристики, отличия |
| --------------- | --- |
| Ми-2А           | Вертолёт Ми-2А является модернизированным вариантом вертолёта Ми-2. Он построен по одновинтовой схеме с трёхлопастным несущим винтом и двухлопастным хвостовым винтом. Вместо двигателей ГТД-350 на вертолёте Ми-2А использованы два турбовальных двигателя АИ-450, спроектированные в УССР ЗМКБ «Прогресс», или «Arrius-2MI», разработанными французской фирмой «Турбомека». В результате установки этих двигателей были заметно улучшены лётно-технические характеристики вертолёта. Новые двигатели, по сравнению с ГТД-350, имеют меньший удельный расход топлива, больший ресурс и надёжность, меньший уровень шума и эмиссии загрязняющих веществ. В связи с установкой новых двигателей была изменена трансмиссия вертолёта. Установлены новые редукторы — главный ГР-2А и объединяющий ОР-2А, а также соединительный вал для передачи крутящего момента от ОР-2А к ГР-2А. Трансмиссионные валы, промежуточный и хвостовой редукторы не изменились. На вертолёте имеется современное приборное и радиооборудование: KB радиостанция «Кристалл», УКВ радиостанция «Юрок», автоматический радиокомпас, радиовысотомер, переговорное устройство, самолётный ответчик СО-94, магнитофон П-503Б, система спутниковой навигации GPS-195, бортовое устройство регистрации БУР-СЛ1. Электро-, радио- и приборное оборудование позволяет использовать вертолёт в сложных метеорологических условиях, в любое время суток. Также были улучшены топливная система, маслосистема, система охлаждения, противопожарная система, система электроснабжения. Остальные — остались без изменений. |
| Ми-2М           | Ми-2, модернизированный ОАО «Роствертол», с двумя турбовальными двигателями ГТД-350П мощностью 450 л. с. (331 кВт). Произведён в четырёх модификациях: сельскохозяйственный, учебно-тренировочный и вертолёт для аэрофотосъёмки. |
| Ми-2МСБ         | Ми-2, модернизированный украинской компанией ОАО «Мотор Сич», с установленными двигателями АИ-450М и усовершенствованной системой управления. Производство освоено в 2011 году. |
| Ми-2МСБ-В       | Ми-2, модернизированный украинской компанией ОАО «Мотор Сич», с установленными двигателями АИ-450В и усовершенствованной системой управления. |
| Ми-2П           | Ми-2П (Мі-2Р, пол. pasażerski) — пассажирская модификация вертолёта. Отличается от транспортного Ми-2Т отсутствием грузовой лебёдки и наличием пассажирской кабины. Ещё одним вариантом этого вертолёта стал Ми-2П «Салон», служебный с повышенным комфортом для перевозки особо важных персон. |
| Ми-2Р           | Ми-2Р (Mi-2R, пол. rozpoznawczy) — разведывательный вариант, предназначенный для ведения тактической фоторазведки. Также может выполнять плановую и перспективную фотосъёмку местности. У прототипа Ми-2Р был бортовой номер 0607 (зав. № 570607127). Помимо этого, ещё была создана разведывательная модификация с обозначением Ми-2РС (Mi-2RS). |
| Ми-2РЛ          | Поисково-спасательный вертолёт, разработанный польской фирмой PZL Swidnik на базе многоцелевого вертолёта ОКБ Миля Ми-2. Ми-2РЛ (Mi-2RL), т. е. ratowniczy, lodowy (ратовничий, лендйвый) — спасательный, сухопутный) — вариант для спасения экипажей, покинувших аварийный самолёт. Оснащён бортовой лебёдкой повышенной грузоподъёмности, спасательным и медицинским оборудованием, а также дополнительными прожекторами, осветительными ракетами и поисковым радиокомпасом. |
| Ми-2РМ          | Палубный поисково-спасательный вариант (Mi-2RM, пол. ratowniczy morski, «морской спасательный»). Оснащён электрической лебёдкой грузоподъёмностью 120 кг. Внешним отличительным признаком этой модификации является большой цилиндрический корпус моторедуктора лебёдки, находящийся над дверью пассажирской кабины, и кронштейн для перевозки сбрасываемых контейнеров с надувными спасательными плотами по левому борту. Ми-2РМ использовался ВМС Польши и ГДР; там он иногда обозначался как Mi-2 See (Ми-2 «морской»). Польские машины имели особую оранжево-бело-зелёную окраску, но в конце 1990-х годов некоторые Ми-2РМ были покрашены в красно-бело-синий цвет, наподобие вертолётов береговой охраны США. |
| Ми-2РХР         | Вертолёт химразведки, или «Ми-2 химический» (Mi-2 chemiczny), предназначен для ведения радиационно-химической разведки, для этого на нём установлено специальное оборудование для отбора и анализа проб воздуха. В СССР эту машину назвали Ми-2РХР. Существовала также ещё одна модификация этого вертолёта — Ми-2Х (Mi-2Ch) — вариант для постановки дымовой завесы с целью камуфлирования сухопутных войск; средства постановки дымзавес в Советской армии традиционно относились к химвойскам. К выхлопным трубам двигателей этого вертолёта прикреплены направленные вниз длинные трубы, куда из доработанных подвесных баков, размещённых по бокам фюзеляжа, осуществляется подача дизельного топлива. По мере его испарения в горячих выхлопных газах образуется густой белый дым. |
| Ми-2С           | Санитарная модификация (Mi-2S, пол. sanitarny). Предназначен для перевозки до четырёх больных на носилках в два яруса по обоим бортам фюзеляжа. Также на вертолёте имеются контейнеры с кислородными баллонами, дезинфицирующими препаратами и сумка с медикаментами. В пассажирской кабине имеется универсальное подъёмное сиденье для сопровождающего медработника. Санитарная авиация Польши (Lotnicze Pogotowie Ratunkowe) получила первые два Ми-2С 25 августа 1972 года; они применялись в Варшаве и Катовице. До 13 октября 1981 года Санитарной авиации было поставлено ещё 49 вертолётов, которые полностью заменили SM-1 и SM-2. |
| Ми-2Т           | Транспортная модификация вертолёта Ми-2. Была разработана польской фирмой «PZL Świdnik». Ми-2Т (Mi-2T, пол. transportowy) является базовым транспортным вертолётом, предназначенным для перевозки восьми человек или груза. В центральной части фюзеляжа размещены спинками друг к другу два трёхместных дивана. Ещё один пассажир может разместиться рядом с лётчиком, а другой — с правой стороны грузовой кабины (напротив двери). Над дверью грузовой кабины имеется лебёдка, способная поднимать 100—200 кг груза. Вертолёт может нести груз массой до 700 кг в грузовом отсеке или до 800 кг на внешней подвеске. |
| Ми-2У           | Учебно-тренировочный вертолёт, разработанный польской фирмой PZL Swidnik на базе многоцелевого вертолёта ОКБ Миля Ми-2. Ми-2У — учебно-тренировочный вариант со спаренным управлением. Надо сказать, Ми-2У это чисто «наше» обозначение; поляки же этот вариант называют Mi-2 dwuster (с двойным управлением). Инструктор сидит на правом кресле, которое смещено назад относительно кресла курсанта, чтобы инструктор мог лучше видеть действия курсанта. На колонке с рулевыми тягами, находящейся между лётчиками, расположен пульт для имитации неисправностей в полёте. |
| Ми-2УРП         | Вариант, предназначенный для огневой поддержки войск, разработка «PZL Świdnik». Ми-2УРП (Mi-2URP, пол. uzbrojony w rakiety przeciwpancerne, «вооружённый противотанковыми ракетами») оснащён пушкой НС-23КМ, двумя пулемётами РПК и четырьмя противотанковыми управляемыми ракетами 9М14М «Малютка» на внешней подвеске. ПТУР наводятся по проводу и управляются оператором с пульта, который расположен на приборной панели. Сиденье оператора размещено справа от пилота. |
| Ми-3            | Отличалась новым четырёхлопастным несущим винтом, более комфортабельной кабиной, изменённой конструкцией фюзеляжа, подвесными легкосъёмными боковыми гондолами для перевозки больных и раненых. Однако определённые сложности при одновременном производстве трёхлопастных и четырёхлопастных винтов остановили внедрение Ми-3. |
| PZL Kania       | Польский модернизированный вариант Ми-2. Снабжён двумя газотурбинными двигателями (Allison) 250-С20В мощностью 426 л. с. (314 кВт). У этой модификации увеличены размеры кабины, усовершенствовано оборудование, улучшены лётные характеристики. Масса увеличена до 3550 кг. Предлагался в вариантах: транспортный, сельскохозяйственный, санитарный, патрульный, спасательный и разведывательный. Производился с 1986 по 2006 годы, было выпущено 19 штук. |

- Вариант Ми-2Х. Хорошо видны направленные вниз трубы. Музей Польской Авиации
- Полицейский вертолёт PZL «Kania»

## Страны-эксплуатанты

### Стоит на вооружении
- Алжир — 28 Ми-2, по состоянию на 2022 год[25]
- Азербайджан — 7 Ми-2, по состоянию на 2023 год[26]
- Армения — 7 Ми-2, по состоянию на 2023 год[27]
- ДРК — 2 Ми-2, по состоянию на 2023 год[26]
- Индонезия — 3 Ми-2 на вооружении ВМС и ещё 12 в полиции[28]
- КНДР — 139 Ми-2, по состоянию на 2023 год[29]
- Мьянма — 17 Ми-2, по состоянию на 2023 год[30]
- Перу — 9 Ми-2, по состоянию на 2023 год[31]
- Польша
  - СВ — 16 Ми-2URP и 25 PZL Ми-2 в по состоянию на 2024 год[32]
  - ВМС — 4 PZL Ми-2 по состоянию на 2024 год[33]
  - ВВС — 14 PZL Ми-2 по состоянию на 2024 год[33]
- Сенегал — 2 Ми-2, по состоянию на 2023 год[34]
- Украина - 5 PZL Ми-2 и 2 Ми-2МСБ по состоянию 2024 год[35]. На момент полномасштабной войны с Россией на вооружении ВСУ, НГУ, ГСЧС и других структур  состояло не более 20 единиц, включая Ми-2МСБ[36]. В августе 2022 года Латвия передала Украине 2 Ми-2, Словакия - ещё 1 Ми-2[36].

### Снят с вооружения
- Болгария
- Венгрия
- Гана
- Германия — в 1972 году первые Ми-2 поступили на вооружение ГДР, после объединения Германии использовались в бундесвере до конца 1992 года[37].
- Джибути
- Куба
- Либерия — 1 Ми-1 находился в эксплуатации Justice Air Wing
- Ливия
- Мексика
- Монголия
- Сирия
- Словакия — 1 Ми-2 передан Украине в 2023 году[38]
- — перешли к образовавшимся после распада государствам
  -  Беларусь
  -  Грузия
  -  Казахстан
  -  Латвия — 2 Ми-2, по состоянию на 2022 год.[39] Переданы Украине в 2023 году[38]
  -  Литва
  -  Молдова
  -  Россия
  -  Эстония
- Чехия
- Югославия — 12 шт. закуплено в 1969 году[40]

### Невоенные эксплуатанты
- США
  - 4 вертолёта Ми-2 имеются в Музее холодной войны, в Далласе, штат Техас[41].
  - Ещё 13 вертолётов Ми-2 находятся в частной собственности, только 3 из них — в исправном состоянии[42]

## Катастрофы и аварии
В данной таблице описаны только известные авиационные происшествия. Список их не полон и не окончателен.
| Дата             | Бортовой номер   | Место катастрофы                                                                                                   | Жертвы   | Краткое описание |
| ---------------- | ---------------- | --- | -------- | --- |
| 29 мая 1969      | 20063            | Якутская АССР, 40 км западнее Олёкминска                                                                           | 25/28    | вертолёт, выйдя на край обрыва и потеряв «воздушную подушку», снизился и задел хвостовым винтом берег. |
| 26 мая 1970      | 20013            | Архангельская обл., арх. Земля Франца-Иосифа, южная акватория о-ва Мак-Клинтока                                    | 2/2      | Истинная причина катастрофы не установлена, ввиду того, что вертолёт и экипаж не были найдены. |
| 02 августа 1970  | 23822            | Коми АССР, Печорский район, н.п. Берёзовка                                                                         | 1/2      | Точную причину катастрофы ввиду полного уничтожения вертолёта пожаром установить не удалось. |
| 10 ноября 1970   | 15676            | Печора (аэропорт)                                                                                                  | 6/6      | В процессе снижения для посадки, по показанием очевидцев раздался хлопок, вертолёт качнулся влево-вправо, затем перешёл на крутое снижение столкнулся с землёй. Левый борт загорелся. Причиной катастрофы явилось внутреннее разрушение главного редуктора ВР-2, приведшее к нарушению кинематической связи с левым двигателем и последующему разрушению левого двигателя. |
| 14 марта 1972    | 23852            | Грузинская ССР, хребет Яглуджа, 7 км северо-восточнее Марнеули                                                     | 3/3      | Несанкционированный вылет и неправильные действия пилота при встрече со сложными метеоусловиями. |
| 13 мая 1972      | 20095            | Краснодарский край, Приморско-Ахтарский район, лиман Западный                                                      | 2/2      | Самовольный вылет. Нарушение минимума погоды и невыдерживание безопасной высоты. |
| 23 июля 1972     | 20006            | Северный Ледовитый океан, район м. Стерлигова, п-в Таймыр                                                          | 3/3      | Главной причиной катастрофы явился полёт командира вертолёта в нетрезвом состоянии. |
| 09 декабря 1972  | 15737            | Томская область, Каргасокский район, 35 км северо-западнее н.п. Каргасок                                           | 1/1      | Отказ левого двигателя и прекращение подачи мощности от силовой установки в полёте. Возможно отказ в работе главного редуктора или отказ в системе управления общим шагом несущего винта. |
| 22 марта 1973    | 15688            | Азербайджанская ССР, Шемахинский район, 4 км юго-юго-восточнее Кушчу                                               | 5/5      | Ошибка командира воздушного судна. |
| 28 июня 1973     | 15726            | Тюменская область, Тобольский район, 10 км северо-западнее аэропорта Тобольск                                      | 3/3      | Вертолёт потерпел катастрофу из-за полного расхода топлива. Преступно-халатные действия пилота, выразившиеся в продолжении полёта при явной нехватке топлива для благополучного его завершения. |
| 12 июля 1973     | 20085            | Московская область, Раменский район, близ дер. Малышево                                                            | 1/1      | Разрушение левого двигателя. Последующий отказ правого двигателя. Пилот вертолёта совершил вынужденную посадку на лес, однако, зацепился за верхушки деревьев и упал в овраг. |
| 11 февраля 1974  | 20124            | Казахская ССР, Актюбинская область, Мугоджарский р, г. Даутау, 45 км северо-восточнее Эмбы                         | 8/8      | Попадание вертолёта в метеоусловия не соответствующих минимуму полёта, на недопустимо малой высоте. Столкнулся с горой Даутау. |
| 15 апреля 1974   | 15660            | Киргизская ССР, Ошская область, Карасуйский р-н, 45 км южнее а/п Ош                                                | 1/3      | Зацепил несущим винтом провода ЛЭП. С высоты 7-10 м вертолёт вертикально ударился колёсами шасси о землю на острове, получив при этом значительные повреждения узлов крепления стоек шасси и силовых шпангоутов фюзеляжа. Концевая балка и хвостовой винт разрушились, лопасти несущего винта повреждены. |
| 17 ноября 1974   | 15834            | Казахская ССР, Кзыл-Ординская область, близ Кзыл-Орды                                                              | 1/4      | Отказ правого двигателя и частичное падение мощности левого. Резкое падение оборотов турбокомпрессора. Причину отказа установить не удалось. |
| 24 марта 1976    | 20034            | Красноярский край, Таймырский АО, п.п. Солененская                                                                 | 5/7      | Истинную причину катастрофы установить не удалось. Возможно произошёл отказ гидросистемы, ошибка пилота и кратковременный отказ системы управления, а также изменение центровки вертолёта из-за смещения пассажиров. |
| 25 апреля 1976   | 20130            | Казахская ССР, Чимкентская область, 5 км юго-восточнее н.п. Аксай, Тюлькубасский район                             | 3/4      | Причина катастрофы сбой в системе управления вертолётом из-за отказа гидросистемы. |
| 22 августа 1977  | 20022            | Белорусская ССР, Могилевская область, 6 км от н.п. Колодливо, Костюковичский район                                 | 1/4      | Столкновение с проводами ЛЭП. Причина: посадка вертолёта была произведена на непригодную площадку по размерам. Пилот при взлёте не видел проводов ЛЭП по курсу взлёта. |
| 14 сентября 1977 | 23994            | Мурманская область, близ а/п Мурмаши                                                                               | 0/1      | Тряска, вращение вертолёта в левую сторону. При приземлении в 3 км от аэропорта вертолёт опрокинулся на бок, получив значительные повреждения. |
| 7 ноября 1977    | 15838            | Туркменская ССР, Ташаузская область, компрессорная станция Дарьялык, Октябрьский район                             | 1/1      | Непосредственной причиной ЧП с вертолётом явился самовольный вылет ночью в нетрезвом состоянии командира звена. |
| 20 февраля 1978  | 15768            | Приморский край, район Находки                                                                                     | 2/2      | Пилот выполнял внерейсовый транспортно-связной полёт из Владивостока в Находку днём в плохих метеоусловиях. После взлёта с а/д Седанка вертолёт в Находку не прибыл и организованными поисками не был обнаружен. В связи с тем, что вертолёт не обнаружен, причину катастрофы установить не представилось возможным. |
| 18 марта 1978    | 23589            | Казахская ССР, Актюбинская область, Комсомольский район, 40 км северо-восточнее КС-13                              | 1/7      | Посадка вертолёта в сложных метеоусловиях с ограниченной видимостью, туман. Вертолёт столкнулся с землёй. При этом передняя и правая стойки шасси разрушились. Вертолёт опрокинулся на правый борт. |
| 08 мая 1978      | 23963            | Казахская ССР, Восточно-Казахстанская область, 15 км северо-восточнее Лениногорска                                 | 2/6      | В зоне опасной высоты произошёл отказ левого двигателя. Вертолёт столкнулся со склоном горы, отделился от земли с левым разворотом в сторону понижения местности, зацепив несущим винтом и левым колесом шасси за склон на удалении 50 м от места удара, опрокинулся на правый борт и загорелся. Наиболее вероятной причиной отказа двигателя может быть отказ в работе топливорегулирующей аппаратуры. |
| 22 мая 1978      | 14393            | Тюменская область, Тобольский район, близ Тобольска                                                                | 3/3      | Не долетая до площадки Фанерокомбината 12 км, вертолёт с высоты 150—200 м перешёл на снижение, произвёл посадку на реку Иртыш в 35 м от берега, опрокинулся на правый борт и через 1-2 минуты затонул на глубине около 5 м. Предположительной причиной авиационного происшествия является отказ в полёте обоих двигателей. |
| 23 мая 1978      | 23932            | Иркутская область, Казачинско-Ленский район, близ н.п. Кунерма                                                     | 2/2      | Причиной катастрофы является нарушение экипажем безопасной высоты при снижении в сложных метеоусловиях в горной местности. |
| 08 июня 1978     | 20338            | Хабаровский край, район имени Лазо, 135 км восточнее н.п. Бичевая                                                  | 4/5      | Полёт на высоте ниже безопасной в условиях со значительной ограниченностью видимости и облачности. Столкнулся со склоном горы с отметкой 1533 м на высоте 1200 м над уровнем моря. Первоначально вертолёт начал сталкиваться с деревьями на склоне горы, затем столкнулся с землёй и разрушился. |
| 03 октября 1978  | 23559            | Коми АССР, Ухтинский район, близ н.п. Поляна, 13 км от а/п Ухта                                                    | 1/3      | Столкновение с проводами линии связи. Нарушение пилотом установленной безопасной высоты. |
| 05 ноября 1978   | 15212            | Удмуртская АССР, Сарапульский район, близ дер. Межная                                                              | 6/6      | Через 25 минут после взлёта из аэропорта Ижевска вертолёт столкнулся с землёй. Ввиду полного разрушения вертолёта и гибели всех, кто на нём находился точную причину катастрофы установить не удалось. Предположительно, отказ систем управления из-за разрушения одной из тяг управления или обледенения. |
| 16 ноября 1978   | 20064            | Якутская АССР, Кобяйский район, пос. Промышленный                                                                  | 0/3      | При снижении в снежном вихре пилот потерял контакт с землёй и допустил смещение вертолёта в сторону препятствия. В результате этого вертолёт задел хвостовым винтом за ветроуказатель, упал на борт и разрушился. |
| 19 декабря 1978  | 20594            | Украинская ССР, Черновицкая область                                                                                | 0/1      | Причиной авиационного происшествия явилась посадка на неподготовленную площадку и неграмотные действия пилота Караптана В. Г. по прекращению самопроизвольного разворота вертолёта, выразившееся в увеличении оборотов несущего винта. Вертолёт получил значительные повреждения. |
| 02 марта 1979    | 15214            | Тюменская область, ХМАО, близ Мамонтово                                                                            | 1/3      | При снижении для производства посадки произошло падение оборотов несущего винта до 78 %, а затем отказ правого двигателя, через 20-30 секунд произошёл отказ левого двигателя. Неуправляемый вертолёт упал на лес и разрушился. Причиной отказа двигателей, возможно, стало попадание воздуха в их топливную систему из блока фильтров вследствие конструктивного несовершенства топливной системы вертолёта. |
| 12 марта 1979    | 20574            | Волгоградская область, Серафимовичский район, 9 км южнее ст. Усть-Хоперская                                        | 3/3      | Точную причину катастрофы ввиду полного разрушения вертолёта и пожара установить не удалось. По свидетельству одного очевидца который работал в поле на погрузке соломы полёт и падение вертолёта не видел, но слышал после работы двигателей вертолёта в воздухе «какой-то скрежет со свистом», после чего менее чем через минуту слышал глухой удар и свист. |
| 11 апреля 1979   | 14361            | Украинская ССР, Полтавская область, Полтавский р-н, н.п. Трирогово, 13,5 км от а/п Полтава                         | 1/1      | Причиной авиационного происшествия явилось повреждение лопастей хвостового винта в полёте при столкновении с птицами, что привело к возникновению сильной тряски, частичной потере путевой управляемости вертолёта и необходимости произвести экстренную вынужденную посадку в условиях острого дефицита времени и непригодной для посадки местности. |
| 09 июня 1979     | 20618            | Бурятская АССР, Прибайкальский район, озеро Колок                                                                  | 1/4      | Авиационное происшествие произошло по причине нарушения пилотом требований раздела «Особенности полётов в горах». Малый опыт лётной работы на данном типе вертолёта после окончания лётного училища. |
| 30 июня 1979     | 14358            | Алтайский край, Змеиногорский район, близ н.п. Беспаловский                                                        | 1/1      | После взлёта с площадки в полёте произошло последовательное выключение двигателей. Малая высота полёта не позволила перевести вертолёт на режим авторотации, по условиям рельефа местности посадка с пробегом исключалась. Вертолёт столкнулся с землёй и разрушился. Причиной катастрофы явилось проскальзывание муфты свободного хода редуктора ВР-2 вследствие её конструктивного несовершенства, что вызвало срабатывание системы защиты турбины несущего винта и последовательное выключение двигателей.                                                       |
| 06 июля 1979     | 23834            | Якутская АССР, Томпонский район, 20 км от н.п. Теплый Ключ                                                         | 0/3      | После зависания на высоте около 0,5 м, при порывистом ветре до 10 м/с, КВС с пилотированием не справился, допустив снижение с перемещением вправо. Вертолёт, зацепившись за кочкарник, опрокинулся на правый борт, разрушился и полностью сгорел. |
| 08 апреля 1980   | 23972            | Хабаровский край, Николаевский район, 8 км севернее н.п. Озерпах                                                   | 1/1      | Выполнял почтовый рейс. Попал в снежный заряд. |
| 21 апреля 1980   | 14385            | Украинская ССР, Черниговская область, Варвинский р-н, пл-ка Остаповка-2                                            | 0/7      | В процессе посадки на временном вертодроме Остаповка-2, после приземления КВС, не оценив прочности грунта, сбросил «шаг-газ» вниз до упора и вывел коррекцию. Вследствие неравномерной плотности грунта произошло проваливание левого колёса шасси. Вертолёт опрокинулся на левый борт и разрушился. |
| 30 мая 1980      | 15794            | Молдавская ССР, Кагульский район, н.п. Александрешты                                                               | 1/1      | Отказ левого, а вскоре и правого двигателей. Резкая посадка и опрокидывание на борт, пожар. В крови погибшего пилота был обнаружен алкоголь. |
| 29 июля 1980     | 20669            | Московская область, Солнечногорский район, свх. Лесные Озёра, 800 м западнее дер. Судниково                        | 1/1      | Выполнял авиахимические работы. Выполнял заход на гон против солнца в результате чего не заметил ЛЭП и зацепил передней стойкой шасси зацепил за провод. Оборвав его, вертолёт потерял скорость, упал на землю на левый борт и разрушился. |
| 11 февраля 1981  | 23859            | Оренбургская область, Домбаровский район, близ н.п. Екатеринославка                                                | 3/3      | Попадание в сложные метеоусловия над заснеженной малоориентирной местностью с отвлечением внимания на ведение непрерывной радиосвязи для получения продления прогноза погоды и согласия на прием от а/п Актюбинск. |
| 07 марта 1981    | 20595            | Украинская ССР, Полтавская область, Зеньковский р-, близ с. Винтенцы                                               | 2/2      | Из-за тумана экипаж снизил высоту ниже безопасной, чтобы иметь визуальный контакт с землёй. На высоте 18-20 метров вертолёт столкнулся с проводом ЛЭП и разбился. |
| 17 сентября 1981 | 23548            | Липецкая область, Грязинский район, н.п. Головщино                                                                 | 0/3      | Пилот выполнял перелёт к месту авиахимических работ. Через 17 минут полёта вертолёт с большой вертикальной скоростью и вращением ударился о землю и разрушился. |
| 15 ноября 1981   | 20178            | Сахалинская область, район н.п. Ноглики                                                                            | 0/2      | По прибытии в пункт назначения пилот самовольно изменил задание на полёт и по просьбе заказчика приступил к аэровизуальной оценке ледовой обстановки на реке, не имея соответствующей подготовки к этому виду работ. При выполнении стандартного разворота на высоте ниже безопасной пилот отвлёкся от пилотирования, допустил потерю поступательной скорости и падение оборотов несущего винта. Вертолёт с большой вертикальной скоростью столкнулся с землёй, разрушился и сгорел.                                                                                |
| 19 ноября 1981   | 15744            | Кемеровская область, Ленинск-Кузнецкий район, близ н.п. Чусовитино                                                 | 3/3      | Гибель экипажа и отсутствие показаний очевидцев не позволили установить истинную причину катастрофы. Вероятной причиной катастрофы может быть падение оборотов несущего винта из-за уменьшения мощности, подводимой к нему, и стечение обстоятельств и условий, при которых КВС не смог предотвратить развитие катастрофической ситуации. |
| 30 ноября 1981   | 20157            | Украинская ССР, Черновицкая область, близ н.п. Недобоевцы, Хотинский район                                         | 5/5      | До столкновения с землёй полёт проходил на высоте ниже безопасной, в условиях ограниченной видимости при погоде хуже минимума. Очевидцы показали, что низколетящий вертолёт пересёк автодорогу Черновцы — Хотин и скрылся в тумане. Через небольшой промежуток времени, на удалении 600 м от автодороги, вертолёт с правым креном более 60° столкнулся с землёй в 5 км от места последнего взлёта с достаточно большой поступательной скоростью. После удара, разрушаясь и отделяясь от земли, вертолёт продвинулся по заснеженному вспаханному полю 85 м и сгорел. |
| 05 декабря 1981  | 23862            | Хабаровский край, Амурский район, близ н.п. Джелюмкен                                                              | 0/?      | Пилот выполнял аэровизуальный полёт по обслуживанию строящейся ЛЭП. После очередной посадки на площадку по указанию заказчика пилот, в нарушение инструкции по данному виду работ, произвёл взлёт в направлении ЛЭП. Вертолёт столкнулся с грозозащитным проводом, упал на землю и разрушился. |
| 09 декабря 1981  | 14353            | Рязанская область, Старожиловский район, н.п. Истье                                                                | 0/1      | При производстве взлёта в сторону превышения местности и препятствий с попутно-боковым ветром скоростью 7-10 м/с вертолёт столкнулся с ЛЭП, упал, разрушился и сгорел. |
| 06 января 1982   | 23489            | Хабаровский край, Хабаровский район, близ н.п Елабуга                                                              | 2/4      | Последовательный отказ обоих двигателей из-за забивания топливных фильтров кристаллами льда в результате нарушения методов введения противообледенительных присадок в топливо. При выполнении вынужденной посадки на площадку ограниченных размеров в 60 км Хабаровска вертолёт столкнулся с деревьями и разрушился. |
| 13 апреля 1982   | 15764            | Казахская ССР, Алма-Атинская область, близ н.п. Бакбакты, Балхашский район                                         | 3/3      | Отказ правого двигателя. Экипаж приступил к вынужденной посадке, вскоре произошёл отказ левого двигателя, который привёл к потере оборотов несущего винта и столкновению вертолёта с землёй с большой вертикальной скоростью. |
| 07 мая 1982      | 20341            | Казахская ССР, Восточно-Казахстанская область, близ Усть-Каменогорска                                              | 1/2      | Вертолёт перегонялся для ремонта. Попал в условия ухудшенной видимости из-за тумана и дымки в результате чего столкнулся с пологим склоном холма, разрушился и частично сгорел. |
| 27 июня 1982     | 23824            | Тюменская область, ХМАО, район а/п Горноправдинск                                                                  | 1/2      | На вертолёте упали обороты несущего винта и он со снижением упал в лес на возвышенном берегу реки разрушился и сгорел. Причиной катастрофы явилось автоматическое выключение правого двигателя в наборе высоты после взлёта из-за проскальзывания МСХ главного редуктора ВР-2, что привело к вынужденной посадке на лес с последующим разрушением вертолёта и возникновением пожара. |
| 01 июля 1982     | 20174            | Сахалинская область, пос. Смирных                                                                                  | 2/2      | Вертолёт с высоты 50-60 м перешёл в снижение, с углом пикирования 40-50° столкнулся с землёй на расстоянии 220 м от места взлёта, разрушился и сгорел. Нахождение командира в нетрезвом состоянии. |
| 19 июля 1982     | 15770            | Красноярский край, Березовский район, 2,7 км северо-западнее Маганска                                              | 5/5      | Точная причина катастрофы не установлена, возможно техническая неисправность или снижение вертолёта ниже безопасной высоты в процессе выполнения манёвра. |
| 04 сентября 1982 | 23465            | Читинская область, Каларский район, район реки Оглюр                                                               | 1/3      | Ошибка командира воздушного судна, превышение допустимой взлётной массы в условиях горной местности. |
| 29 марта 1983    | 15650            | Украинская ССР, Донецкая область                                                                                   | 1/1      | Отказ правого двигателя в момент отвлечения внимания пилота для определения места пожара на земле при полёте над пересечённой местностью на малой высоте, вследствие чего принятыми им запоздалыми действиями было допущено значительное падение оборотов несущего винта при производстве вынужденной посадки с попутным ветром. |
| 13 апреля 1983   | 15735            | Грузинская ССР, Гомборский перевал                                                                                 | 2/2      | Во время противолавинных мероприятий был сбит зениткой, службе УВД ничего не было известно и район не был закрыт для полётов. |
| 22 июня 1983     | 20165            | Молдавская ССР, с. Трифешты                                                                                        | 1/1      | Причиной катастрофы вертолёта явился обрыв лопасти несущего винта в полёте вследствие усталостного разрушения лонжерона. |
| 25 июля 1983     | 20113            | Иркутская область, район Киренска                                                                                  | 5/5      | Причиной катастрофы вертолёта является разрушение хвостового винта из-за его столкновения с незакреплённым тросом внешней подвески, который в полёте попал в хвостовой винт. |
| 03 августа 1983  | 20254            | а/п Череповец | 0/1      | Причины неизвестны. |
| 19 апреля 1984   | 20626            | Украинская ССР, Ивано-Франковская область, близ пос. Рожнятов                                                      | 5/7      | Отказ двигателя из-за разрушения подшипника узла 3-й опоры двигателя вследствие трещин соплового аппарата недостаточной усталостной прочности конструкции воздушной полости 3-й опоры двигателей и недостатков в технологии формирования её сварных швов. |
| 20 июня 1984     | 20888            | Красноярский край, Хакасская АО, Усть-Абаканский район, близ с. Усть-Бюр                                           | 0/2      | Пилот не определял направление и скорость ветра при заходе на посадку в горной местности в условиях турбулентной атмосферы. |
| 05 июля 1984     | 23493            | Красноярский край, Абанский район, близ Абана                                                                      | 0/1      | При выполнении полёта на гон на высоте 5 м, без сигнальщиков, пилот отвлёк внимание от пилотирования, вертолёт столкнулся с землёй, опрокинулся на правый борт, разрушился и сгорел. |
| 18 февраля 1985  | 23476            | Казахская ССР, Актюбинская область, близ Актюбинска                                                                | 2/2      | Точную причину катастрофы установить не удалось. Вероятной причиной катастрофы явилось перетяжеление несущего винта в процессе разворота на минимально допустимой скорости в условиях изменяющегося ветрового режима, связанного с прохождением холодного фронта. |
| 26 марта 1985    | 20298            | Туркменская ССР, Чарджоуская область, район а/п Чарджоу                                                            | 4/7      | В полёте произошло самовыключение вначале правого, а через несколько секунд и левого двигателей. Установить истинную причину самовыключения двигателей не представилось возможным. Предположительной причиной может быть наличие воздуха в топливной системе вертолёта вследствие её конструктивного несовершенства. |
| 13 апреля 1985   | 15735            | Грузинская ССР, Сагареджойский район, Гомборский перевал, 2 км северо-западнее села Кобадзе                        | 2/2      | Причины катастрофы не установлены. |
| 14 июня 1985     | 20666            | Украинская ССР, Ивано-Франковская область                                                                          | 1/1      | Нарушение КВС инструкции по выполнению авиахимических работ, выразившееся в выполнении разворота в сторону препятствий при неблагоприятном направлении ветра. Происшествию способствовал недостаточный налёт КВС на данном типе ВС и на АХР. |
| 07 августа 1985  | 20666            | Украинская ССР, Львовская область, близ села Быстрица                                                              | 0/1      | Причиной аварии явилась ошибка пилота Кордюка С. В., выразившаяся в перетяжелении несущего винта на предпосадочной прямой, что привело к приземлению вертолёта до выбранного места посадки. |
| 29 ноября 1985   | 23597            | аэропорт Симферополь (Заводское)                                                                                   | 1/2      | Причиной катастрофы явилось разрушение концевой балки в полёте из-за усталостной трещины шпангоута № 1. |
| 28 марта 1986    | 15752            | Тюменская область, ХМАО, 12 км северо-восточнее аэропорта Ханты-Мансийск                                           | 6/6      | Наиболее вероятной причиной катастрофы вертолёта является потеря пространственного положения экипажем в результате непреднамеренного попадания в зону ограниченной видимости над заснеженной безориентирной местностью. |
| 01 апреля 1986   | 23320            | Северо-Осетинская АССР, Моздокский район, близ села Хурикау                                                        | 0/1      | Причиной аварии явилась ошибка пилота Васюхина М. Ю., допустившего потерю поступательной и превышение вертикальной скорости, что привело к грубому приземлению. |
| 13 апреля 1986   | 23995            | Волгоградская область, оперативная точка Усть-Бузулук                                                              | 0/1      | Пилот выполнял заход на посадку для заправки ГСМ. Вертолёт с большой вертикальной скоростью и правым скольжением столкнулся с землёй и опрокинулся. Причиной аварии явился неучёт пилотом Дмитриенковым А. А. ветрового режима при заходе на посадку через препятствия. |
| 29 апреля 1986   | 20008            | Коми АССР, Ижемский район, близ села Картаель                                                                      | 4/5      | При взлёте вертолёт задел телефонные провода. Причиной катастрофы явилась плохая визуальная осмотрительность, допущенная КВС при подборе площадки для посадки и перед взлётом. |
| 02 июля 1986     | 23397            | Коми АССР, Красноярский край, Абанский район, район пос. Солнечный                                                 | 1/6      | При высадке пожарных на подобранной с воздуха площадке без выключения двигателей вертолёт накренился влево и опрокинулся на левый борт. В результате один пожарный погиб, трое получили травмы. Наиболее вероятной причиной ЧП могло быть отвлечение КВС от контроля вертолёта после высадки пожарных. |
| 10 июля 1986     | 20266            | Кировская область, близ Кирова                                                                                     | 1/1      | Причина не установлена. Возможно возникновение неисправности в управлении вертолётом в момент разворота для следования на загрузочную площадку либо временная потеря работоспособности пилотом. |
| 15 июля 1986     | 15802            | Томская область, Парабельский район, дер. Новиково                                                                 | 4/4      | Причиной катастрофы явилась плохая визуальная осмотрительность, допущенная КВС при посадке на площадку с подбором. |
| 24 июля 1986     | 20753            | Красноярский край, Таймырский АО, район Дудинки                                                                    | 3/3      | Столкновение вертолёта с проводами ЛЭП. Нарушение командиром безопасной высоты полёта. |
| 23 сентября 1986 | 23439            | Ставропольский край, Предгорный район, ст. Бекешевская                                                             | 1/1      | Столкновение с ЛЭП во время проведения авиахимических работ. |
| 18 ноября 1986   | 15733            | Алтайский край, Зональный район, близ с. Новая Чемровка                                                            | 4/4      | Точную причину авиационного происшествия установить не удалось. Возможно потеря поступательной скорости в процессе разворота и самопроизвольное снижение из-за отвлечения внимания экипажа от пилотирования вертолёта по приборам в условиях ограниченной видимости, что привело к его попаданию в режим «вихревого кольца» или отказ авиатехники, исключивший возможность пилотирования вертолёта. |
| 24 февраля 1987  | 20991            | Белорусская ССР, Витебская область, Полоцкий район, близ пос. Полюдовичи                                           | 2/2      | Непринятие пилотом решения на возврат или посадку на подобранную с воздуха площадку при встрече в полёте метеоусловий, не соответствующих его минимуму и не предусмотренных прогнозом погоды. |
| 28 апреля 1987   | 15876            | Кемеровская область, Таштагольский район, г. Пустаг, 28 км севернее аэропорта Таштагол                             | 3/3      | Причиной катастрофы явилась личная недисциплинированность командира воздушного судна, грубо нарушившего правила визуальных полётов при встрече погоды хуже установленного минимума в горной местности. |
| 22 июня 1987     | 20928            | Северо-Осетинская АССР, Пригородный район, близ села Кахтисар                                                      | 0/1      | Самопроизвольный вылет в горную местность, при отсутствии опыта работы в данной местности, полёт ниже безопасной высоты. При входе в узкое ущелье вертолёт попал в нисходящий воздушный поток. При попытке выхода из ущелья лётчик с пилотированием не справился. Вертолёт столкнулся с препятствием, упал на дно ущелья и разрушился. |
| 07 августа 1987  | 20175            | Казахская ССР, Восточно-Казахстанская область, 3 км южнее населённого пункта Средигорное, Зыряновский район        | 1/1      | Авиационное происшествие произошло из-за нарушения нормативов допуска к полётам в установленных условиях и неудовлетворительной организации полётов. Грубые нарушения требований Руководства по авиахимическим работам в Гражданской авиации СССР и Технологии работы на АХР, допущенные командиром вертолёта. |
| 06 декабря 1987  | 20776            | Иркутская область, Жигаловский район, близ дер. Головское                                                          | 2/2      | Причиной катастрофы явилась ошибка пилота в технике пилотирования из-за отравления угарным газом из-за негерметичности между двигателями и кабиной или попадания выхлопного газа в вентиляционную систему. |
| 13 февраля 1988  | 20919            | Украинская ССР, Харьковская область, 3 км западнее дер. Ефремовка                                                  | 5/7      | Ошибка экипажа. |
| 11 июля 1990     | 20210            | Тюменская область, ЯНАО, Красноселькупский район, 42 км северо-восточнее н.п. Толька                               | 6/6      | После взлёта, набора высоты и разворота на курс следования в а/п Толька, примерно через 1 минуту после взлёта вертолёт упал на лес в 420 м от берега реки с последующим взрывом и пожаром. Вертолёт полностью сгорел. Установить истинную причину не представилось возможным из-за отсутствия данных средств сбора полётной информации и очевидцев, уничтожения вертолёта огнём. |
| 23 ноября 1991   | 20952            | а/п Мурманск (Мурмаши)                                                                                             | 1/3      | В процессе взлёта для выполнения контрольного висения на высоте 2-3 м произошла самопроизвольная, прогрессирующая раскачка вертолёта в продольной плоскости, приведшая к удару рулевым винтом и концевой балкой о бетонную поверхность площадки. После этого вертолёт с незначительным левым креном и значительным углом тангажа на пикирование упал на площадку и опрокинулся на левый борт. Причина техническая неисправность. |
| 27 февраля 1992  | 23282            | Луганская область, Новоайдарский район, близ села Смоляниново                                                      | 0/1      | Отказ левого двигателя. При выполнении вынужденной посадки, из-за невозможности обзора предполагаемой площадки произошло столкновение левого подвесного бака вертолёта с прицепом двигающегося навстречу трактора. Вертолёт опрокинулся и загорелся. |
| 05 апреля 1992   | 20973            | Финский залив, между Васильевским островом и Петродворцом                                                          | 6/6      | Ошибка экипажа. |
| 25 мая 1992      | 32000            | Республика Беларусь, Витебская область                                                                             | 0/?      | Причиной авиационного происшествия явилось разрушение диска РК 2-й ступени свободной турбины правого двигателя. Вертолёт совершил вынужденную посадку и сгорел. |
| 28 мая 1992      | 20808            | Ростовская область, Матвеево-Курганский район, Миусский                                                            | 0/1      | Выполнение авиахимических работ. Командир воздушного судна находился в состоянии алкогольного опьянения. Произвёл взлёт и начал выполнять беспорядочные полёты на малых высотах. Через 10-15 минут после взлёта вертолёт в результате недозволенных эволюций над населённым пунктом столкнулся с землёй и сгорел. |
| 27 апреля 1993   | 23432            | Кабардино-Балкарская республика, Прохладный                                                                        | 2/5      | Вероятная причина — выработка топлива. |
| 10 января 1994   | 20945            | Московская область, Близ пос. Черусти, Шатурский район                                                             | 3/3      | Причины неизвестны. |
| 11 мая 1994      | 23462            | Новосибирск | 3/3      | Отказ двигателя при наборе высоты. |
| 21 мая 1994      | 20110            | а/п Тверь (Змеево)                                                                                                 | 1/2      | Ошибка экипажа. |
| 30 октября 1994  | 23240            | Амурская область, 25 км юго-восточнее Экимчана, Селемджинский район                                                | 8/8      | Отказ техники. |
| 04 декабря 1994  | 23639            | Республика Башкортостан, близ дер. Канакаево, Ишимбайский район                                                    | 2/5      | Отказ техники, жёсткая посадка. |
| 10 марта 1995    | 14295            | Ульяновская область                                                                                                | 3/3      | Во время разворота пилот потерял пространственную ориентировку и вертолёт столкнулся с землёй. |
| 19 августа 1995  | 20620            | Иркутская область, близ пос. Белая Зима, Тулунский район                                                           | 1/5      | Вертолёт задел скалу на берегу озера и упал в воду. |
| 03 ноября 1995   | 14221            | Архангельская область, НАО, близ с. Дресвянка                                                                      | 4/4      | Экипаж вертолёта приступил к заходу на посадку днём на вертолётную площадку нефтедобывающей компании. Затем он был обнаружен разрушенным и сгоревшим в 2 км от неё. |
| 19 сентября 1996 | 15653            | Екатеринбург, близ микрорайона Малый исток                                                                         | 1/2      | При заходе на посадку на высоте 20 м, снижаясь, экипаж вертолёта вошёл в полосу приземного тумана и потерял визуальный контакт с землёй. Пилот принял решение об уходе на второй круг, но вертолёт жёстко приземлился и упал на бок. |
| 12 октября 1996  | 23681            | Тюменская область, [ХМАО], близ пос. Мамонтово, Нефтеюганский район                                                | 1/2      | При заходе на посадку столкнулся с поверхностью озера в 1500 м от посадочной площадки. |
| 06 ноября 1996   | 23803            | а/п Уссурийск | 1/2      | Выполняя серию манёвров на низкой высоте, Ми-2 столкнулся с двумя другими вертолётами — Ми-2 и Ми-8. |
| 20 ноября 1996   | 20878            | Чукотское море, близ села Нешкан, Чукотский АО                                                                     | 2/3      | После взлёта с вертолётной площадки на борту ледокола «Ермак» в 04:29 мск Ми-2 задел несущим винтом стрелу крана по правому борту судна. Потеряв управление, вертолёт упал в море у борта ледокола и погрузился в воду в перевёрнутом положении на глубине 20 м в 5 км от берега. |
| 21 марта 1997    | 20751            | Хабаровский край, близ пос. Большемихайловское, Ульчский район                                                     | 1/6      | Ошибка экипажа, отказ техники. |
| 06 августа 1997  | 23406            | Мурманская область, близ Кандалакши                                                                                | 1/2      | Экипаж произвёл самовольный взлёт. Вертолёт столкнулся с деревом и потерпел катастрофу. |
| 01 ноября 1997   | 15682            | Тюменская область, [ХМАО], 100 км юго-восточнее Октябрьского, Октябрьский район                                    | 1/4      | Потеря мощности из-за возможного вмешательства пассажира. |
| 31 июля 1998     | 15663            | аэропорт Пенза (Сосновка)                                                                                          | 4/4      | Заход на посадку, ошибка экипажа. |
| 30 августа 1998  | LY-HBW           | Плателяй | 11/11    | При полёте над озером потерял высоту и врезался в воду |
| 02 сентября 1998 | 15685            | Камчатская область, близ села Николаевка, Елизовский район                                                         | 3/4      | Ошибка экипажа. |
| 26 декабря 1998  | 02629 ФЛА РФ     | Ленинградская область, близ Приозерска, Выборгский р-н                                                             | 3/3      | Ошибка экипажа, погодные условия. |
| 08 марта 1999    | 14093            | Архангельская область, близ пос. Варнек, остров Вайгач                                                             | 2/2      | Ошибка экипажа, погодные условия. |
| 31 мая 1999      | 14093            | Хабаровский край, 140 км северо-западнее Хабаровска                                                                | 5/6      | Ошибка экипажа, погодные условия. |
| 17 апреля 2000   | 23759            | Краснодарский край, близ хут. Ханьков, Славянский район                                                            | 1/2      | Во время полёта на АХР пилот приступил к поиску подходящего места для посадки и увидел ЛЭП прямо по курсу. При выполнении манёвра отворота хвостовой балкой на высоте около 15 м вертолёт задел провод ЛЭП. Балка обломилась и вертолёт упал на землю, оставшись лежать на борту. |
| 04 июля 2000     | 23213            | Краснодарский край, совхоз «Светлый Путь», Темрюкский район                                                        | 1/1      | Во время разворота на высоте около 8 м оба двигателя потеряли мощность. Вертолёт столкнулся с землёй и разрушился. Пилот погиб. |
| 22 июля 2001     | 20875            | Тюменская область, ХМАО, близ н.п. Октябрьский                                                                     | 1/2      | Ошибка экипажа. |
| 23 октября 2001  | 15680            | а/п Усть-Большерецк                                                                                                | 1/6      | Ошибка экипажа. |
| 29 ноября 2001   | 23656            | Красноярский край, Таймырский АО, 18 км северо-западнее Дудинки                                                    | 6/7      | Ошибка экипажа, отказ техники. |
| 17 октября 2002  | 14086            | Ярославская область, близ села Ярково, Гаврилов-Ямский район                                                       | 1/3      | Ошибка экипажа, отказ техники. |
| 17 ноября 2005   | 14271            | Вологодская область, между пос. Нефедово и Бакланка                                                                | 4/5      | Отказ техники. |
| 18 февраля 2006  | Флаг Узбекистана | Навоийская обл.,12 км от г. Зарафшан.                                                                              | 5/5      | Врезался в холм в сложных метеоусловиях. |
| 16 апреля 2008   | 15732            | Пермский край, Лысьвинский район, 90 км от а/п Пермь                                                               | 3/4      | Столкновение с проводами ЛЭП. |
| 12 января 2009   | 20981            | Ханты-Мансийский автономный округ, Нефтеюганский район, в районе протоки Юганская Обь, 22 км западнее г. Усть-Юган | 4/4      | Ведётся расследование. |
| 02 мая 2009      | 23710            | Республика Татарстан, Казань                                                                                       | 0/2      | Ведётся расследование. |
| 05 февраля 2011  | 00854            | Республика Калмыкия, 15 км южнее села Нарын Худук, Черноземельский район                                           | 2/2      | Ведётся расследование. |
| 18 июня 2011     | RA-23222         | Красноярский край, селение Токучеп, Богучанский район                                                              | 0/2      | Ведётся расследование. |
| 22 июня 2011     | RA-20815         | Краснодарский край, Калининский район                                                                              | 1/1      | Ведётся расследование. |
| 30 ноября 2011   | UR-14322         | Сумская область, Конотопский район                                                                                 | 1/2      | Вертолёт МИ-2 упал и загорелся во время облёта газопровода. Авария произошла в 14:40 неподалёку от села Октябрьское и Капитановка. |
| 11 июня 2012     | Флаг России      | ХМАО, Сургутский район                                                                                             | 0/3      | Совершил вынужденную посадку из-за возгорания двигателя. Сгорел полностью. Жертв нет. |
| 2 июля 2012      | RA-15696         | Оренбургская область, Оренбург                                                                                     | 0/3      | Загорелся при взлёте, совершил жёсткую посадку и опрокинулся. Сгорел полностью. Жертв нет. |
| 10 августа 2012  | RA-3054K         | Ростовская область, Пролетарский район                                                                             | 1/1      | Упал во время совершения сельскохозяйственных работ. Пилот погиб. |
| 17 ноября 2012   | б/н              | Ивановская область, Комсомольский район, в шести километрах от населённого посёлка Октябрьский                     | 2/2      | Совершил жёсткую посадку. Вертолёт не был зарегистрирован, полёт совершался нелегально. |
| 21 мая 2013      | RA-20977         | Краснодарский край, Северский район                                                                                | 0/1      | Во время выполнения сельскохозяйственных работ зацепился за линию электропередач. |
| 11 июля 2013     | UR-15604         | Херсонская область, Голопристанский район                                                                          | 0/3      | Во время посадки в результате сильного потока ветра завалился на бок и сгорел, жертв нет. |
| 9 сентября 2013  | RF-00507         | Сахалинская область, Долинск                                                                                       | 3/3      | Во время воздушного мониторинга рек предположительно произошёл отказ двигателей. КВС принял решение возвращаться на аэродром вылета. После разворота на обратный курс МИ-2 упал на береговую полосу, загорелся. На борту находилось 3 человека: 1 член экипажа и 2 пассажира. Все погибли. |
| 2 ноября 2013    | ДОССАФ           | ХМАО, в районе трассы нефтепровода «Повх-Покачи»                                                                   | 0/+1     | После выполнения планового облёта трубопровода Лукойл вертолёт совершил посадку в заданном районе. После посадки на площадку, капитан воздушного судна вышел, чтобы скоординировать действия второго пилота по выключению двигателя, но по неосторожности получил удар по голове лопастью вертолёта. В результате данного инцидента пострадавший скончался в больнице не приходя в сознание. |
| 5 февраля 2014   | RA-1434G         | Омская область, Тевриз                                                                                             | 0/1      | Во время взлёта зацепил здание, затем упал и загорелся. Пилот успел эвакуироваться. |
| 23 февраля 2014  | RF-00503         | Приморский край, с. Олон                                                                                           | 0/1+1    | Во время проверки двигателя завалился на правый борт и придавил человека, который скончался на месте. |
| 1 мая 2014       | SP-SGT           | Поморское воеводство, село Czysta                                                                                  | 0/7      | Пилот частного вертолёта пытался аварийно посадить аппарат на футбольном поле близ села Czysta. Вертолёт потерпел аварию, частично разрушен. |
| 21 июня 2014     | RA-3121K         | Краснодарский край, х. Старомавринское                                                                             | 0/2      | Во время полёта задел ЛЭП, пилот и пассажир доставлены в больницу. |
| 10 июля 2014     | RA-23721         | ХМАО, месторождение Ватьёганского                                                                                  | 1/1      | После взлёта зацепил хвостовой балкой линию электропередач. Совершил жёсткую посадку. Пилот погиб. |
| 13 августа 2014  | н.д.             | Якутия, Томтор | 0/9      | Вертолёт, принадлежавший частному лицу, совершал облёт. Произвёл экстренную посадку в тайге, после чего загорелся и сгорел полностью. Экипаж и пассажиры спаслись. |
| 2 ноября 2014    | н.д.             | Ямал, ЯНАО | 2/2      | Частный вертолёт, принадлежавший одному из начальников «Газпромнефти», совершавший несанкционированный полёт, упал в озеро Кумалито в районе посёлка Ханымей-Вынгапуровский. |
| 13 ноября 2014   | RA-14279         | Тверская область возле посёлка Новозавидовский Конаковского района, река Шоша                                      | 0/3      | Частный вертолёт совершил жёсткую посадку на воду. |
| 26 декабря 2014  | RA-15643         | Татарстан вблизи н.п. Нижняя Мактама Альметьевского района                                                         | 0/3      | Вертолёт совершил жёсткую посадку. |
| 24 марта 2015    | RF-01186         | Петропавловск-Камчатский в 48 километрах южнее аэропорта «Елизово»                                                 | 2/8      | Разбившийся вертолёт, принадлежавший ДОСААФ, выполнял пробный полёт после замены двигателя. Находившиеся на его борту двое членов экипажа, лётчик и бортмеханик, погибли |
| 26 мая 2015      | Флаг России      | Ленинградская область Подпорожский район                                                                           | н..д/н.д | Вертолёт без опознавательных знаков обнаружен в полузатопленном состоянии в озере Вачозера. Людей на борту не было. |
| 16 июля 2015     | Флаг России      | Камчатский край | 0/2      | При перемещении по вертолётной площадке столкнулся рулевым винтом с деревьями. |
| 16 августа 2015  | Ra-15757         | Кировская область                                                                                                  | 0/1      | В результате помпажа двигателя совершил грубую посадку. |
| 13 ноября 2015   | н.д              | Вишне-Немецкое | 8/8      | Упал в районе с границей Украины. |
| 30 ноября 2015   | RA-23786         | Елизово | 1/3      | Совершил жёсткую посадку в черте города. |
| 21 января 2016   | UR-MSV           | Кременчуг | 0/3      | Упал во время проведения учебного полёта |
| 23 января 2016   | UM-1223          | Жамбылская область                                                                                                 | 0/1      | Совершил жёсткую посадку после возгорания двигателя во время полёта. Пилот получил сильные ожоги |
| 14 июня 2016     | н.д.             | Янгон | 3/3      | Совершал перелёт после капремонта и упал в условиях плохой видимости. Вертолёт принадлежал ВВС Мьянмы |
| 21 июня 2016     | RA-23709         | Екатеринбург | 0/1      | Упал на территории Областной клинической больницы. Принадлежал Центру медицины катастроф Свердловской области. Он доставил в больницу пациента из Бисертского городского округа и собирался лететь назад. При взлёте судно завалилось на бок, в результате чего сломались лопасти и хвост. В вертолёте находился только пилот |
| 23 июня 2016     | Флаг Украины     | Харьков | 0/2      | При проведении открытого чемпионата Украины по вертолётному спорту, произошло падение вертолёта МИ-2 (принадлежит акционерной компании «Мотор Сич») с высоты около 3 м без последующего горения. В результате падения пострадали 2 человека, которые с травмами разных степеней тяжести госпитализированы" |
| 29 июля 2016     | RA-23705         | Югра | 0/4      | При взлёте с площадки повредил хвостовую балку и совершил экстренную посадку. |
| 26 марта 2017    | Флаг Украины     | Донецкая область, близ с. Малиновка                                                                                | 5/5      | Вертолёт ВСУ столкнулся с линией электропередач. |
| 7 июня 2017      | Флаг России      | Ставропольский край, близ с. Курсавка                                                                              | 0/1      | Вертолёт проводил обработку полей и столкнулся с линией электропередач. |
| 5 апреля 2018    | Флаг России      | Ставропольский край                                                                                                | 0/1      | Вертолёт потерпел крушение во время производства агроработ. |
| 10 апреля 2018   | Флаг Украины     | Полтавская обл. близ с. Чернышовка                                                                                 | 0/2      | Вертолёт потерпел крушение во время производства агрохимических работ |
| 27 декабря 2021  | Флаг России      | Удмуртия близ с. Азино                                                                                             | 1/2      | Причина устанавливается |
| 8 ноября 2022    | Флаг России      | Костромская область близ дер. Посошниково                                                                          | 1/5      | Причина устанавливается |

## Сохранившиеся экземпляры
| Тип  | Бортовой номер | Местонахождение                                                  | Изображение |
| ---- | -------------- | ---------------------------------------------------------------- | ----------- |
| Ми-2 | ???            | Музейный комплекс УГМК, Верхняя Пышма, Свердловская область      |             |
| Ми-2 | 27             | Курганский авиационный музей                                     |             |
| Ми-2 | 02 RA-0714     | Новосибирск, ул. Семьи Шамшиных, 110.                            |             |
| Ми-2 | СССР-23855     | Ульяновск, Головной отраслевой музей истории гражданской авиации |             |
| Ми-2 | ???            | Чебоксары, Ми-2 в качестве магазина напитков в парке «Амазония»  |             |
| Ми-2 | 05             | Москва, район Кузьминки, территория ДОСААФ                       |             |
| Ми-2 | 018            | Иваново, ул. Огнеборцев, территория прилегающая к ИПСА           |             |
| Ми-2 | 25             | Москва, район Кузьминки, территория ДОСААФ, в плохом состоянии   |             |
| Ми-2 | RF-00060       | Балашихинский район, деревня Федурново, у проходной МАРЗ-РОСТО   |             |